# Kaira echinus
Kaira echinus là một loài nhện trong họ Araneidae.
Loài này thuộc chi Kaira. Kaira echinus được Eugène Simon miêu tả năm 1897.